# Le Jour et la Nuit
Pour les articles homonymes, voir Day and Night.
Ne doit pas être confondu avec Le Jour de la Nuit ou Le Jour et la nuit.
Pour plus de détails, voir Fiche technique et Distribution.
Le Jour et la Nuit est un film français réalisé par Bernard-Henri Lévy, sorti en 1997.
Le film a connu un échec critique et commercial retentissant ; il a notamment été qualifié par les Cahiers du cinéma de « plus mauvais film français depuis 1945 ».

## Synopsis
Écrivain culte mais vieillissant et à court d'inspiration, Alexandre vit en monarque au fin fond du Mexique. Entouré de sa cour (personnages étranges et mystérieux), il trompe l'ennui par l'alcool, la boxe, les femmes et la montgolfière.
Désireux d'acquérir les droits d'adaptation du premier roman de l'artiste, le producteur Filippi et son actrice Laure arrivent bientôt dans la vie de l'auteur célébré. Alexandre et Laure vont, peu à peu, se rapprocher et déclencher au sein de la communauté les passions les plus extrêmes.

## Fiche technique
- Réalisation : Bernard-Henri Lévy
- Scénario : Bernard-Henri Lévy, Jean-Paul Enthoven et Guadalupe Loaeza[2]
- D'après une histoire de Bernard-Henri Lévy
- Décors : Solange Zeitoun
- Costumes : Marielle Robaut
- Photographie : Willy Kurant[3]
- Montage : France Duez
- Musique originale : Maurice Jarre[4]
- Production : Éric Dussart, Denise Robert, Jacques de Clercq, Alfonso Gómez Arnau
- Production : Les Films du Lendemain (Paris), Cinémaginaire (Montréal), Nomad Films (Bruxelles), Cartel S.A. (Madrid).
- Coproduction : France 2 Cinéma, M6 Films, RTL-TVI, avec la participation de Canal +, du Ministère de la culture et de la francophonie, du Centre National de la Cinématographie et de ZDF, et la participation financière de Sofineurope, Studio Images 2, Telefilm Canada, Gouvernement du Québec (Programme de crédit d'impôts), Gouvernement du Canada (Programme de crédit d'impôts), Société de développement des entreprises culturelles, avec la collaboration de l'Instituto Mexicano de Cinematografia, et le soutien du Fonds Eurimages du Conseil de l'Europe.
- Distribution : MKL
- Pays :  France,  Espagne,  Belgique et  Canada
- Langue : français
- Format : couleur - Son : stéréo
- Genre : drame
- Durée : 110 minutes
- Dates de sortie : 12 février 1997

## Distribution
- Alain Delon : Alexandre
- Arielle Dombasle : Laure
- Lauren Bacall : Sonia
- Francisco Rabal : Cristobal
- Karl Zéro : Filippi
- Xavier Beauvois : Carlo
- Marianne Denicourt : Ariane
- Jean-Pierre Kalfon : Lucien
- Julie du Page : Norma
- Véronique Lévy : Consuelo
- Vanessa Bauche : Maria

## Production

### Genèse
La production, franco-belgo-canado-espagnole, fut coordonnée par « Les films du lendemain », société de production créée par le père de Bernard-Henri Lévy, André Lévy, et François Pinault, pour un budget total de 53 millions de francs, budget énorme pour un film français.
Le film fut financé, outre la Commission de l'avance sur recettes dont Bernard-Henri Lévy était à l'époque président, par un grand nombre de sponsors, publics et privés.
Alain Delon aurait longtemps refusé que son personnage perde son duel de boxe. Il déclara même à Bernard-Henri Lévy : « Alain Delon ne peut pas se faire mettre K.O. à la boxe par un gringalet comme Xavier Beauvois ; on va donc changer le scénario : c’est moi qui le battrai à la loyale ; je lui tournerai le dos pour saluer chevaleresquement les quatre femmes assistant à notre joute (Bacall, Dombasle, du Page, Denicourt) et c’est alors que, lâchement, par derrière, il me frappera. » Bernard-Henri Lévy a menacé Alain Delon d'arrêter le tournage s'il refusait de jouer la scène comme lui l'entendait.
Concernant la musique, Maurice Jarre raconte qu'elle « épouse le côté voyeur des personnages. » Bernard-Henri Lévy raconte que le film lui est venu avec la mélodie de Night and Day.

### Tournage
Le film a été tourné au Mexique, à Ixtapa (Guerrero), Cuernavaca et dans l'État de Morelos.

## Sortie et accueil
Le Jour et la nuit a été présenté hors compétition à la Berlinale 1997.

### Accueil critique
Quelques critiques de la presse de l'époque :
- le critique Didier Péron de Libération qualifie le film de « navet certifié »[8].
- le critique Gérard Lefort, également dans Libération, est l'auteur d'un pamphlet sardonique au sujet du film : « L'actrice, c'est l'Actrice, c'est donc Arielle Dombasle, plus pouliche cambrée que jamais, dont on a d'autant plus le loisir d'admirer son admirable plastique de pin-up que l'essentiel de son jeu se résume à deux expressions pour calendrier de routiers : d'une part, "tu l'as vue ma grosse bouche sensuelle ?" ; d'autre part, "tu veux la revoir ma grosse bouche sensuelle ?" ». Il conclut : « BHL pédale dans le guacamole. Tourné au Mexique, le Jour et la nuit aborde quelques thèmes essentiels (l'Art, la Passion, la Politique), avec la légèreté d'un bulldozer. […] Le film avance d'ailleurs comme un bulldozer dans un champ de navets : je suis allé à la séance de 18 h, deux heures plus tard, j'ai regardé ma montre : il était 18 h 20 »[9].
- pour les Cahiers du cinéma Le Jour et la Nuit est le « plus mauvais film français depuis 1945 »[10].
- pour L'Humanité le film est décrit en ces mots : « Rien à sauver là-dedans. Débâcle absolue, d'autant plus qu'est patente la prétention. »
- L'Express, décernant la « palme du grotesque » à Karl Zéro, commente ainsi le film : « Un roman-photo où une actrice innocente comme l'agneau (Arielle Dombasle), flanquée d'un producteur en bermuda (Karl Zéro), débarque au Mexique chez un écrivain démiurge (Delon) et ses marionnettes : femme (Marianne Denicourt), amant de celle-ci (Xavier Beauvois), parrain local, etc. Tous les clichés sont respectés. »
- le critique Olivier Nicklaus des Inrockuptibles parle d'un film « prétentieux et grotesque » et ajoute : « C'est comme si un mauvais génie avait poussé BHL à justifier l'hypothèse de l'imposture. S'il ne cesse de clamer que le cinéma lui offre une nouvelle vie, artistiquement pourtant son film est un suicide[11]. »

Le critique Jean-Baptiste Morain écrit quelques années après la sortie : « Disons-le sans agressivité : tout amateur de cinéma peut continuer à constater l’étendue du désastre du simple point de vue de la fabrication : pas de cadre, pas de direction d’acteurs (Delon-Dombasle), un montage à la truelle, un enfilage de clichés sur la mort, la création, le Mexique et les montgolfières. Aucun intérêt. »

En 2002, le réalisateur Claude Chabrol déclare dans Le Figaro, au sujet de Bernard-Henri Lévy et du Jour et la Nuit : 

« Là, c'est très intéressant comme cas. C'était très mauvais. Je le connais [Bernard-Henri Lévy] un peu parce que nous étions ensemble à l'avance sur recettes. Il est loin d'être bête. Il est intelligent et même subtil. Mais il a fait le film le plus con de l'année. Le plus grave c'est que tout le monde le lui a dit mais il refuse de le croire. Il pense qu'il est en avance. L'auteur de L'Invasion des tomates géantes pensait peut-être qu'il était un génie mais il ne l'a jamais dit,. »

En 2009, Claude Chabrol classe Le Jour et la Nuit parmi les trois « plus mauvais films de l'Histoire du Cinéma ». Le cinéaste cite, outre l'œuvre de Bernard-Henri Lévy, son propre film Folies bourgeoises et le peu connu Fanny où Maurice Chevalier interprète le rôle de Panisse et Horst Buchholz celui de Marius.

Le philosophe et satiriste François-Xavier Ajavon (it) a consacré une longue chronique au film, intitulée « Symbolisme et temporalité bergsonienne dans Le Jour et la Nuit », qui décortique notamment la genèse du film. Il le décrit en ces termes : 

« L'intrigue du film se passe dans un Mexique de fantaisie, plus proche de l'opérette Sous le soleil de Mexico de Francis Lopez, que du Mexique glauque, moite et touchant de Sam Peckinpah. […] L'univers visuel de BHL est plus proche d'une série de l'été sur TF1 du genre Les Cœurs brûlés, ou d'un téléfilm érotique du vendredi soir sur M6… Dans ce cadre d'une immense laideur, plusieurs personnages falots s'ébrouent autour d'Alexandre (joué par Alain Delon), écrivain français déchu, alcoolique, dépressif, qui vit un exil fanfaron dans une hacienda en carton. »

 Il conclut : « Échec esthétique, commercial et critique sans appel. »
Pour le site spécialisé Nanarland, le film est considéré comme un « nanar de premier choix » ; le site lui consacre deux longues analyses, le décrivant ainsi : « Baudruche gonflée comme la montgolfière d'Alain Delon, époustouflant d'arrogance, de laideur et de niaiserie, Le Jour et la Nuit tient aisément et sans pâlir son rang de nanar de compétition. »
En 2010, un article d'Aurélien Le Genissel dans la version française du magazine Slate hésite à qualifier Le Jour et la nuit de « pire film de l'histoire », étant donné la concurrence dans ce domaine (« Pire film du monde ? La concurrence est féroce. Beaucoup de créations affligeantes ont vu le jour depuis le début du septième art »).

### Box-office
Le Jour et la Nuit enregistra 73 147 entrées en France, dont 28 000 à Paris. L'œuvre avait pourtant bénéficié de 3,5 millions de francs de la commission de l'avance sur recettes, un organisme dont Bernard-Henri Lévy était alors le président.
Le film sera un échec commercial retentissant lors de sa sortie, malgré une large campagne de promotion. À la suite de cet échec, Bernard-Henri Lévy ne put poursuivre une carrière de cinéaste de fiction.
Son retour au cinéma se fit cependant en 2012 avec Le Serment de Tobrouk, pour lequel Bernard-Henri Lévy fut entre autres producteur et scénariste, mais pas réalisateur[réf. souhaitée].

## Éditions VHS et DVD
Distribué par M6 (coproducteur du film) en VHS une première fois, Le Jour et la Nuit sort en DVD zone 2 en 2000. Distribué par l'éditeur Bonzaï dans la collection Sweet Budget, le film est depuis épuisé.
En 2006, un éditeur américain ressort le film en DVD zone 1 NTSC.
En octobre 2010, l'éditeur MAKAM ressort Le Jour et la Nuit dans une édition collector 2 DVD. Le coffret comprend : le film, le documentaire Autopsie d'un massacre de Carole Mathieu et Thierry Humbert (axé sur l'accueil négatif de la presse) ainsi qu'un « droit de réponse » de Bernard-Henri Levy lui-même.

## Réactions du réalisateur
- Bernard-Henri Lévy est revenu dans son livre Comédie, écrit peu après la sortie du film, sur cette expérience cinématographique, qu'il qualifie lui-même de « bide-bang[18] ».
- Devant les réactions « spectaculaires » au sujet de l'interprétation de Karl Zéro, Bernard-Henri Lévy lança : « Karl est un formidable acteur. Il a formidablement servi mon film. Et tous ceux qui nous huent sont des analphabètes ou des salauds ! »[19].
- Sur le plateau de Bouillon de culture, Bernard-Henri Lévy déclara : « Pour Le Jour et la Nuit, si je regrette une chose, c'est d'avoir été un peu… mégalo. J'ai fait trop grand, trop fort, trop beau, trop tout… L'erreur était probablement là[20]. »
- En 2010, lors de la promotion du double DVD sur le plateau de Thierry Ardisson, Bernard-Henri Lévy déclara : « Je le trouve absolument réussi. J'ai revu le film, et je ne vois pas où est le problème. Je le tournerais aujourd'hui, je ne changerais rien[21]. »

## Autopsie d'un massacre
Film conspué et sujet à polémiques, Le Jour et la Nuit fit l'objet d'un documentaire : Autopsie d'un massacre réalisé en 2010 par Carole Mathieu et Thierry Humbert. Celui-ci présente le film comme la victime innocente d'un « complot » contre Bernard-Henri Lévy. Ce documentaire figure en tant que « bonus » sur la réédition du film en DVD.
Dans un épisode spécial de Nanarland : le podcast consacré au film et au documentaire, certains chroniqueurs reprochent cependant à ce droit de réponse de manquer largement d'impartialité, et soulignent aussi le lien professionnel entre Carole Mathieu, Thierry Humbert et Bernard-Henri Lévy.

## Autour du film
- Le film est dédié à André Lévy, père de Bernard-Henri.
- Le Jour et la Nuit est le dernier film d'Alain Delon en tant que vedette principale.
- Alain Delon déclara à la sortie du film : « Ma rencontre avec Bernard-Henri Lévy fut un événement heureux, comme le fut, en 1989, celle avec Godard pour Nouvelle Vague[24]. »
- Dans la dernière scène du film, on voit en évidence sur le bureau d'Alexandre la biographie d'Orson Welles écrite par Simon Callow et qui venait de paraître à l'époque. Le livre, qui apparaît comme un hommage et une référence au réalisateur américain, fait comprendre au spectateur que la blessure de Sonia est au film de Bernard-Henri Lévy ce que le mot « Rosebud » est à Citizen Kane.
- Le réalisateur Emir Kusturica déclara au micro de France 2 avoir repris sa carrière après la projection du film : « J'ai changé d'avis en voyant les dommages que Bernard-Henri Lévy pouvait causer au monde du cinéma. Je me suis dit, tu dois y retourner, tu ne peux pas laisser faire ça[25]. »